# Horní les (rozhledna)
Rozhledna Horní les se nachází severozápadně od obce Rovečné, nedaleko kóty Horní les (772,3 m n. m.), nejvyššího bodu přírodního parku Svratecká hornatina.

## Historie rozhledny
Již v roce 1824 byl na vrcholu Horní les vytyčen trigonometrický bod, z roku 1918 jsou zmínky o měřičské věži a rozhledně „Rakušanka“. V roce 1936 byl postaven trigonometrický stožár o výšce 21 metrů (stál do roku 1954). V letech 1968–69 byla postavena dřevěná věž o výšce 38 metrů, jejíž zbytky byly odstraněny v roce 2000.
V roce 2001 započal investor, společnost Eurotel, s výstavbou ocelového stožáru o celkové výšce 59 metrů, umístěného přibližně 80 m jihozápadně od kóty Horní les, v nadmořské výšce 765 m n. m. Otevření rozhledny proběhlo 19. dubna 2002. Na vyhlídkovou plošinu ve výšce 38 metrů vede kruhové schodiště s 201 schody.

## Přístup
K rozhledně směřuje z obce Rovečné červená turistická značka, možný je též výstup po modré značce z obce Nyklovice či od Víru . Na kole po cyklostezce č. 5218, z rozcestí Dudkovice je to k rozhledně přibližně 600 metrů. Automobil lze zaparkovat v obci Rovečné. Nejbližší vlaková stanice je Bystřice nad Pernštejnem. Rozhledna je přístupná bez poplatku, od 15. dubna do 15. října.
Klub českých turistů Jiřího Gutha-Jarkovského Polička pořádá každoroční hvězdicový výstup k rozhledně „Svrateckou hornatinou k rozhledně Horní les“, konaný vždy v některou dubnovou sobotu. Každý, kdo v době od 10 do 17 hodin dorazí libovolným způsobem k rozhledně, obdrží účastnický pamětní list a razítko s motivem rozhledny.

## Výhled
Na severu je možné spatřit Orlické hory, Jeseníky (SV), Rovečné (JV), hrad Zubštejn (J), Vírskou přehradu, Karasín (rozhledna) (JZ), Harusův kopec u Nového Města na Moravě (Z) či Žďárské vrchy (SZ). Dále lze vidět kostelík ve Vítochově, letiště v Poličce, a za dobrého počasí Krkonoše. Za nadmíru ideálních podmínek jsou viditelné přes 200 km vzdálené vrcholy rakouských Alp (Schneeberg, Göller).

## Galerie

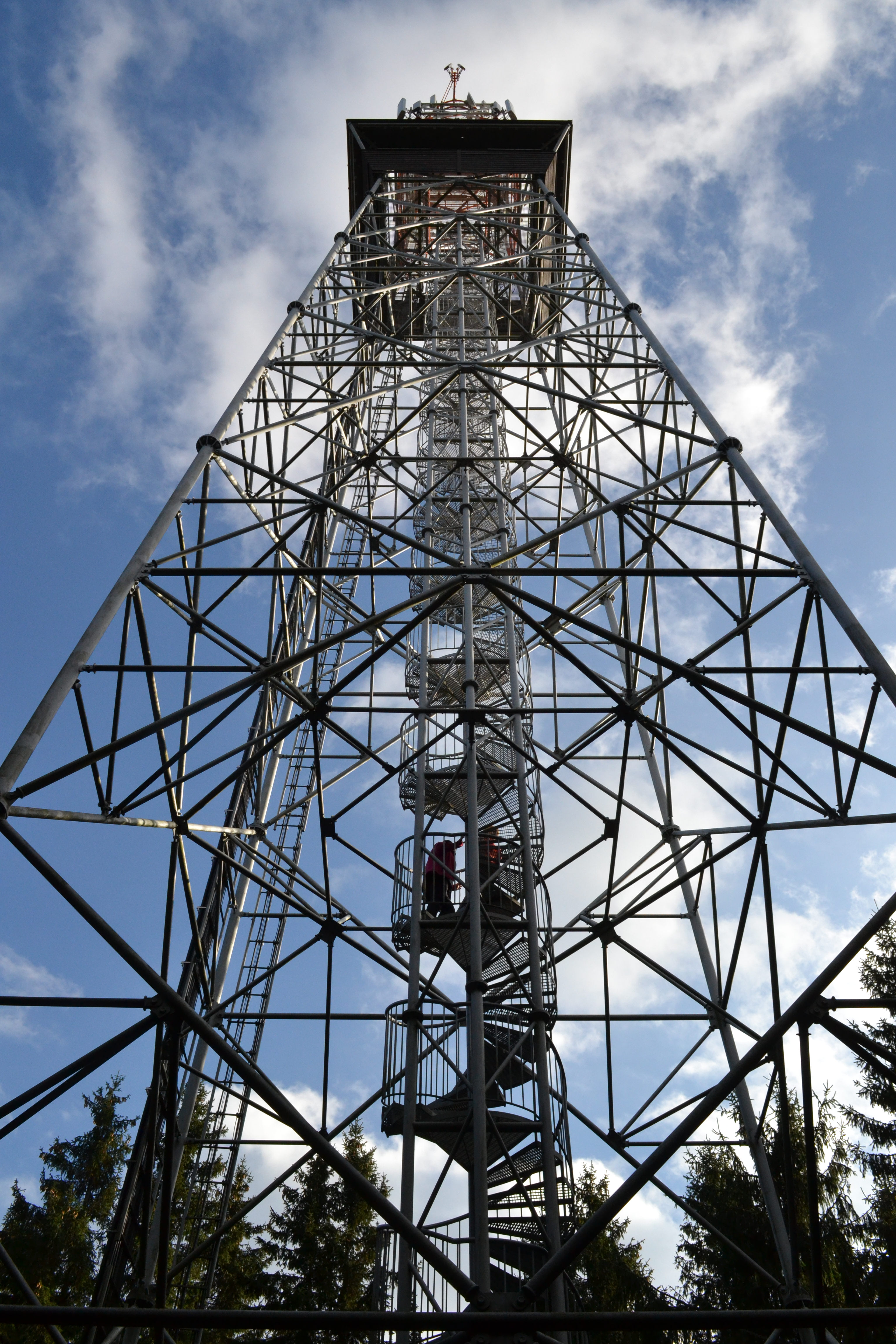
Detail konstrukce
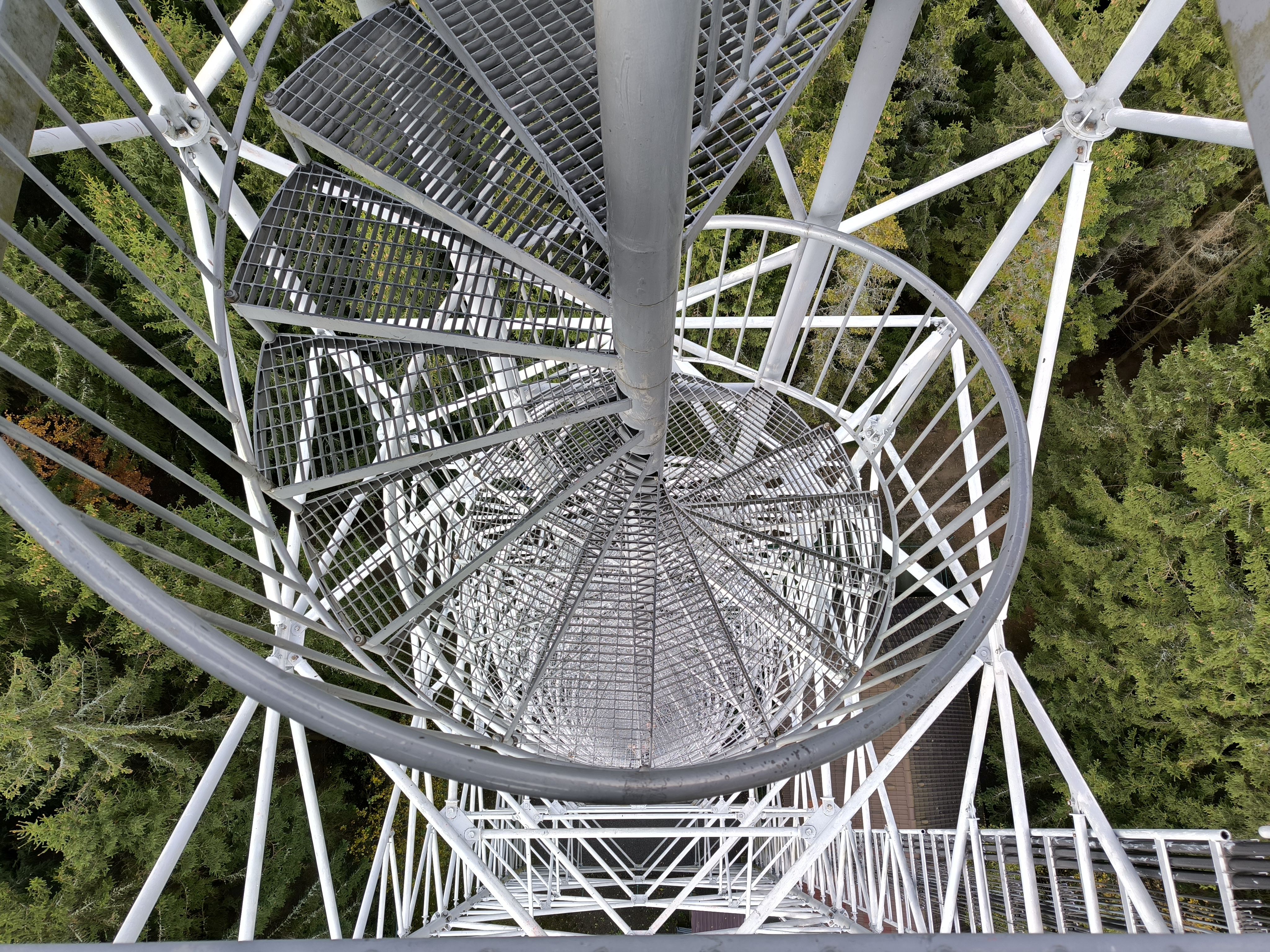
Ocelové schodiště
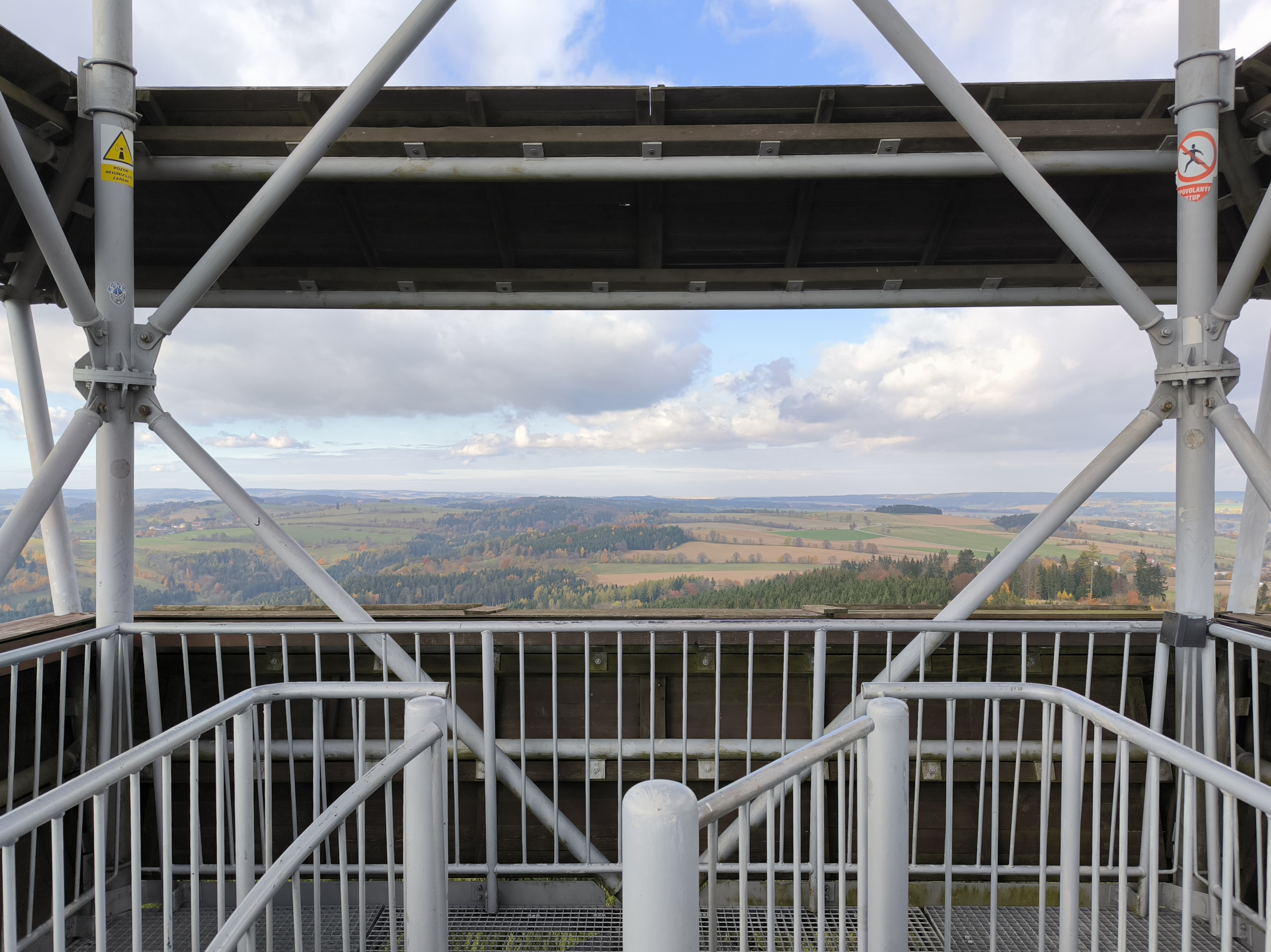
Pohled na severozápad
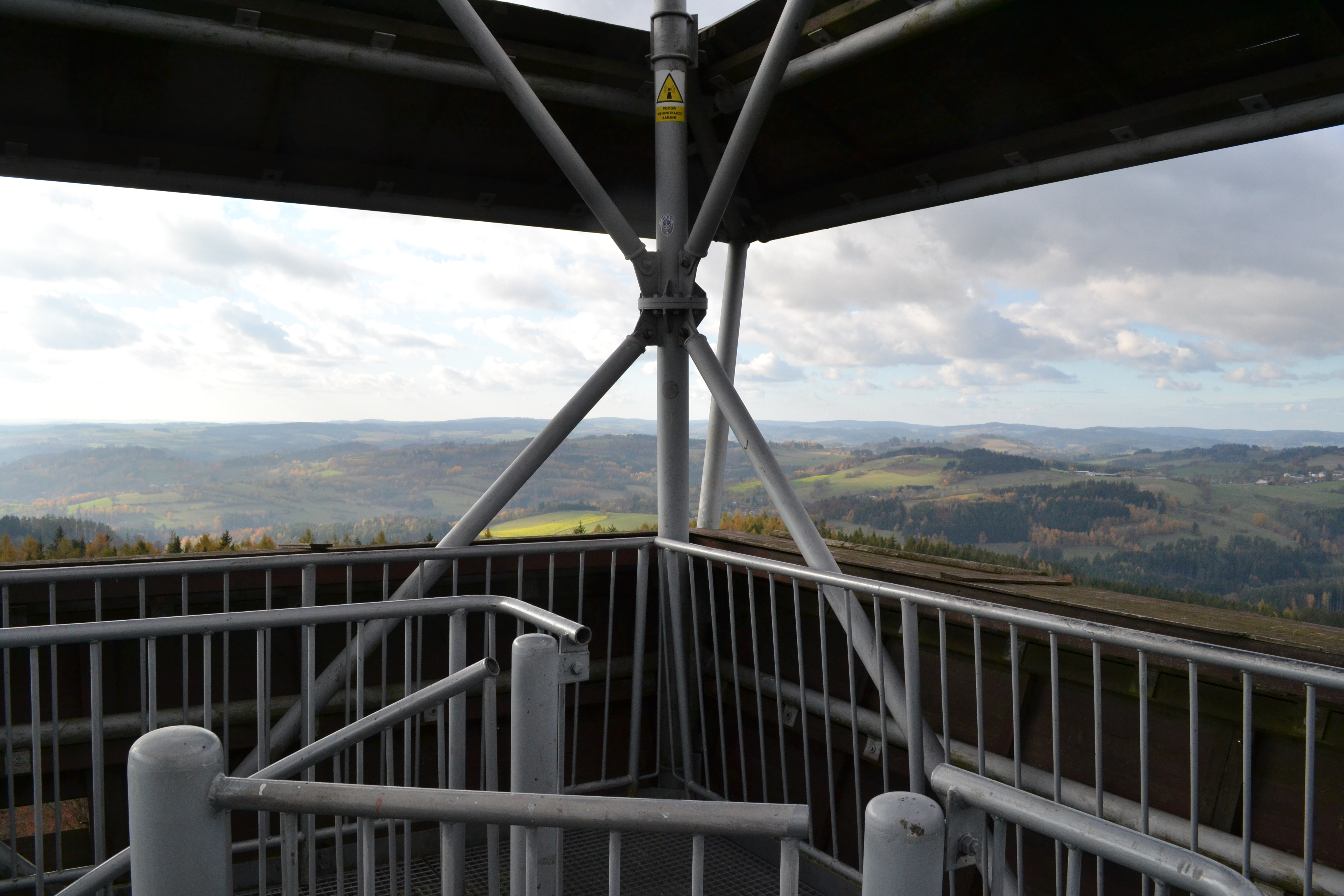
Pohled na západ